# インコンパラブル・ダイヤモンド
インコンパラブル・ダイヤモンド（英: The Incomparable Diamond）は、1970年にコンゴ共和国で発見された890カラットの原石をカットした407.48カラットの黄色のダイヤモンドである。この時点で世界で4番目に大きいダイヤモンドであった。現在、この407カラットの石は世界で3番目の大きさのダイヤモンドとなっている。ルイス・グリック社（Louis Glick）が所有している。